# Silvie de tufiș

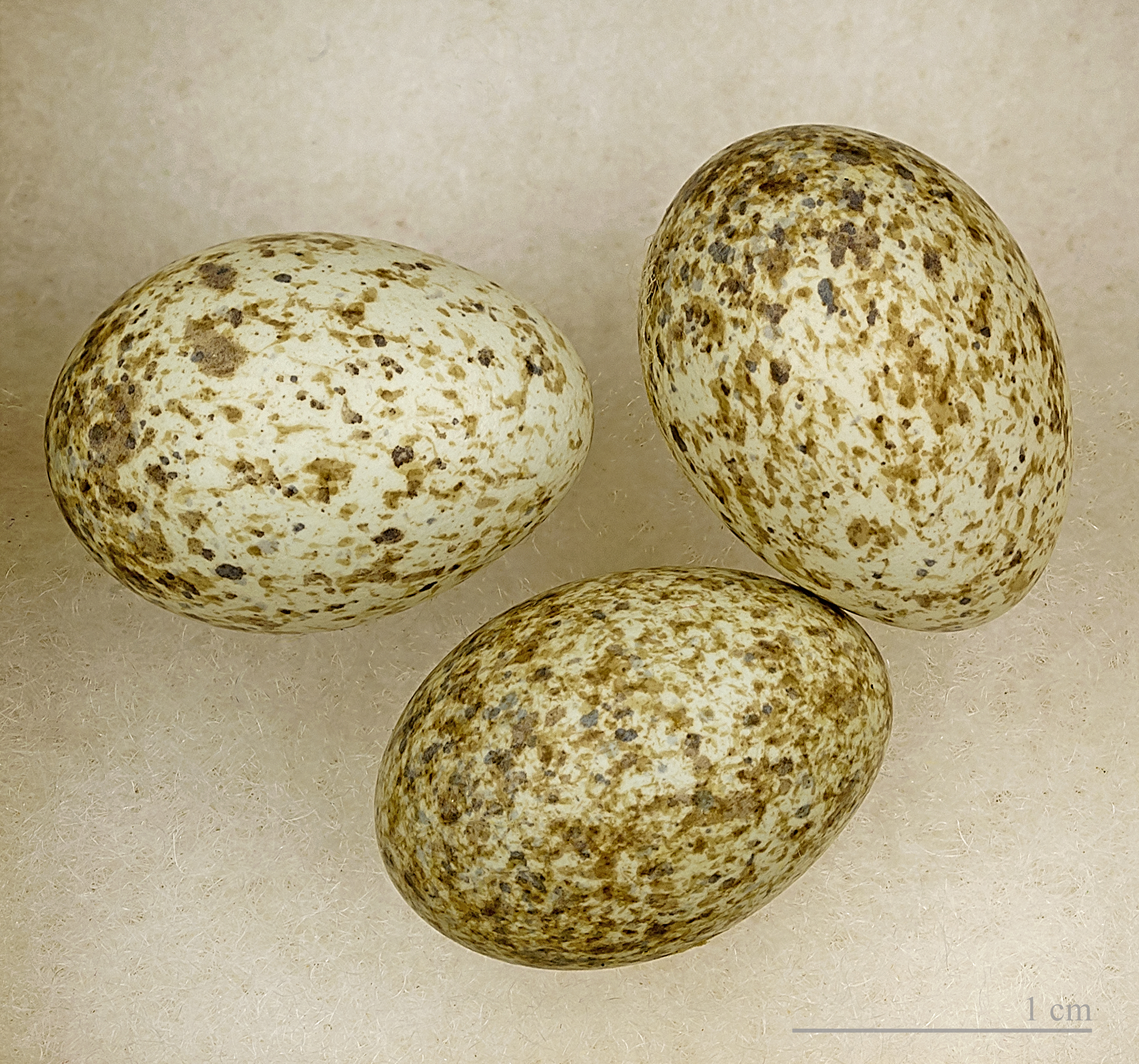
Sylvia undata

Silvia de tufiș, Sylvia undata, este o specie de pasăre cântătoare, nativă în părțile mai calde ale Europei de vest și nord-vestului Africii. Arealul de reproducere se află la vest de linia dreaptă care trece prin sudul Angliei și sudul Italiei (Apulia de sud). Silvia de tufiș este de obicei rezidentă permanent în arealul de reproducere, deși uneori apare și o migrare redusă.